# Coupe d'Asie de beach soccer
La Coupe d'Asie de beach soccer (anciennement appelée championnat d'Asie de beach soccer jusqu'en 2019) est une compétition de beach soccer se déroulant tous les deux ans et organisée par la Confédération asiatique de football. Les deux premières places sont qualificatives pour la Coupe du monde de beach soccer.

## Histoire
En 2011 à Mascate, les qualifications asiatiques, qui se passe du 28 février au 4 mars, alignent une participation record de onze équipes (7 en 2009), un record, pour trois billets distribués pour la Coupe du monde 2011. Les nouveaux arrivants sont la Syrie, l'Irak, le Koweït et l'Indonésie.

## Palmarès

### Par édition
| Édition | Lieu             | Finale                                               | Finale                                               | Finale                                               | 3e place                                             | 3e place                                             | 3e place                                             |
| Édition | Lieu             | Champion                                             | Score                                                | Finaliste                                            | 3e                                                   | Score                                                | 4e                                                   |
| ------- | ---------------- | ---------------------------------------------------- | ---------------------------------------------------- | ---------------------------------------------------- | ---------------------------------------------------- | ---------------------------------------------------- | ---------------------------------------------------- |
| 2006    | Dubaï            | Bahreïn                                              | 5 – 3                                                | Japon                                                | Iran                                                 | 6 – 4                                                | Chine                                                |
| 2007    | Dubaï            | Émirats arabes unis                                  | 4 – 3                                                | Japon                                                | Iran                                                 | 6 – 0                                                | Bahreïn                                              |
| 2008    | Dubaï            | Émirats arabes unis                                  | 4 – 3                                                | Japon                                                | Iran                                                 | 4 – 1                                                | Chine                                                |
| 2009    | Dubaï            | Japon                                                | 4 – 2                                                | Bahreïn                                              | Oman                                                 | 1 – 1 (2 – 1 tab)                                    | Iran                                                 |
| 2011    | Mascate          | Japon                                                | 2 – 1                                                | Oman                                                 | Iran                                                 | 6 – 2                                                | Émirats arabes unis                                  |
| 2013    | Doha             | Iran                                                 | 6 – 6 (5 – 4 tab)                                    | Japon                                                | Émirats arabes unis                                  | 3 – 2                                                | Australie                                            |
| 2015    | Doha             | Oman                                                 | 1 – 1 (3 – 2 tab)                                    | Japon                                                | Iran                                                 | 8 – 3                                                | Liban                                                |
| 2017    | Kuala Terengganu | Iran                                                 | 7 – 2                                                | Émirats arabes unis                                  | Japon                                                | 6 – 3                                                | Liban                                                |
| 2019    | Pattaya          | Japon                                                | 2 – 2 (3 – 1 tab)                                    | Émirats arabes unis                                  | Oman                                                 | 2 – 2 (2 – 1 tab)                                    | Palestine                                            |
| 2021    | Phuket           | Édition annulée en raison de la pandémie de Covid-19 | Édition annulée en raison de la pandémie de Covid-19 | Édition annulée en raison de la pandémie de Covid-19 | Édition annulée en raison de la pandémie de Covid-19 | Édition annulée en raison de la pandémie de Covid-19 | Édition annulée en raison de la pandémie de Covid-19 |
| 2023    | Pattaya          | Iran                                                 | 6 – 0                                                | Japon                                                | Oman                                                 | 4 – 2                                                | Émirats arabes unis                                  |
| 2025    | Pattaya          | Iran                                                 | 8 – 1                                                | Oman                                                 | Japon                                                | 3 – 1                                                | Arabie saoudite                                      |

### Par pays
| Nation              | Vainqueur                | 2e                                   | 3e                             |
| ------------------- | ------------------------ | ------------------------------------ | ------------------------------ |
| Iran                | · 2013, 2017, 2023, 2025 | -                                    | · 2006, 2007, 2008, 2011, 2015 |
| Japon               | · 2009, 2011, 2019       | · 2006, 2007, 2008, 2013, 2015, 2023 | · 2017, 2025                   |
| Émirats arabes unis | · 2007, 2008             | · 2017, 2019, 2025                   | · 2013                         |
| Oman                | · 2015                   | · 2011                               | · 2009, 2019, 2023             |
| Bahreïn             | · 2006                   | · 2009                               | -                              |

### Trophées individuels
| Édition | Meilleur joueur | Meilleur buteur | Meilleur buteur | Meilleur gardien |
| Édition | Meilleur joueur | Nom             | Nbr             | Meilleur gardien |
| ------- | --------------- | --------------- | --------------- | ---------------- |
| 2006    |                 |                 |                 |                  |
| 2007    |                 |                 |                 |                  |
| 2008    |                 |                 |                 |                  |
| 2009    |                 |                 |                 |                  |
| 2011    |                 |                 |                 |                  |
| 2013    |                 | Moslem Mesigar  |                 |                  |

## Statistiques
| Nation              | Part | M  | G  | G+ | P  | Bp  | Bc | Diff | Pts |
| ------------------- | ---- | -- | -- | -- | -- | --- | -- | ---- | --- |
| Japon               | 6    | 26 | 18 | 1  | 7  | 129 | 75 | +54  | 56  |
| Iran                | 6    | 27 | 16 | 2  | 9  | 136 | 79 | +57  | 52  |
| Émirats arabes unis | 5    | 21 | 16 | 0  | 5  | 89  | 54 | +35  | 48  |
| Bahreïn             | 5    | 21 | 11 | 2  | 8  | 65  | 61 | +4   | 37  |
| Oman                | 3    | 16 | 11 | 1  | 4  | 60  | 40 | +20  | 35  |
| Chine               | 6    | 22 | 7  | 1  | 14 | 69  | 83 | -14  | 23  |
| Australie           | 2    | 8  | 3  | 1  | 4  | 25  | 24 | +1   | 11  |
| Irak                | 2    | 8  | 3  | 0  | 5  | 26  | 40 | -14  | 9   |
| Palestine           | 1    | 5  | 2  | 1  | 2  | 24  | 20 | +4   | 8   |
| Thaïlande           | 1    | 5  | 2  | 0  | 3  | 15  | 16 | -1   | 6   |
| Liban               | 1    | 5  | 2  | 0  | 3  | 21  | 24 | -3   | 6   |
| Ouzbékistan         | 4    | 13 | 2  | 0  | 11 | 46  | 58 | -12  | 6   |
| Afghanistan         | 1    | 5  | 2  | 0  | 3  | 16  | 21 | -5   | 6   |
| Qatar               | 1    | 5  | 1  | 0  | 4  | 17  | 21 | -4   | 3   |
| Arabie saoudite     | 1    | 5  | 1  | 0  | 4  | 13  | 26 | -13  | 3   |
| Inde                | 1    | 2  | 0  | 0  | 2  | 5   | 10 | -5   | 0   |
| Koweït              | 1    | 3  | 0  | 0  | 3  | 11  | 17 | -6   | 0   |
| Indonésie           | 1    | 3  | 0  | 0  | 3  | 6   | 18 | -12  | 0   |
| Syrie               | 1    | 3  | 0  | 0  | 3  | 6   | 19 | -13  | 0   |
| Philippines         | 3    | 9  | 0  | 0  | 9  | 13  | 90 | -77  | 0   |